# Adam Eggert von Holstein
Adam Eggert von Holstein (født 17. februar 1708 i Odense, død 14. juli 1784 i Rendsborg) var en dansk officer.
Hans fader, Ditlev von Holstein (1669-1721), der dengang var chef for fynske nationale Infanteriregiment og døde som generalmajor og kommandant i Glückstadt, var broder til storkansleren, grev Ulrik Adolph Holstein. Moderen hed Jacobine Ernestine f. Knuth.
Adam Eggert von Holstein blev 1727 fændrik ved Prins Carls Regiment og samme år sekondløjtnant, 1728 forsat til Grenaderkorpset, 1732 til Lollandske Regiment som premierløjtnant, 1735 karakteriseret kaptajn, 1741 kompagnichef ved oldenborgske nationale Regiment, 1744 ved fynske hvervede (senere Kronprinsens), 1747 major, 1754 oberstløjtnant, 1759 kommandant i Frederiksort, 1761 oberst, 1764 afgået med ventepenge, 1773 generalmajor, 1782 generalløjtnant. Han var også hvid ridder. Død 14. juli 1784 i Rendsborg.
Han var gift 1. gang 1743 med Elisabeth Regina Dorothea f. Hansen (f. 1719 d. 1758), datter af oberstløjtnant Erik Wichmann Hansen; 2. gang 1760 med Charlotte Anna f. du Val de la Pottrie (1732-1800), datter af generalløjtnant Ferdinand Vilhelm du Val de la Pottrie og søster til Frederik Carl de la Pottrie.